# Liste von Basketballvereinen in Paraguay
Diese Liste ist eine Aufstellung von Basketballvereinen in Paraguay.
| Verein                       | Logo | Ort         | Nationale Meisterschaften                                                                                    | Sportstätte | Sonstiges und Webadresse | Belege |
| ---------------------------- | ---- | ----------- | --- | ----------- | ------------------------ | ------ |
| Club Cerro Porteño           |      | Asuncion    | 1962, 1963                                                                                                   |             | Mehrspartensportverein   | [ 1 ]  |
| Club Guarani                 |      | Asuncion    | 1938, 1940                                                                                                   |             | Mehrspartensportverein   | [ 2 ]  |
| Club Libertad                |      | Asuncion    | 1958, 1972, 1974, 1977, 1979, 1986, 1987, 1990, 2005                                                         |             | Mehrspartensportverein   | [ 3 ]  |
| Club Olimpia King            |      | Asuncion    | 1937, 1942–1944, 1946–1957, 1959, 1960, 1966, 1970, 1971, 1973, 1976, 1978, 1980, 1981, 1988, 1992, 1994 (?) |             | Mehrspartensportverein   | [ 4 ]  |
| Club Sol de America          |      | Asuncion    | 1982, 1983, 1984, 1995, 1996, 1998, 1999, 1994 (?), 2007                                                     |             | Mehrspartensportverein   | [ 5 ]  |
| Club Sportivo San Lorenzo    |      | San Lorenzo | |             | Mehrspartensportverein   |        |
| Deportivo Campo Alto         |      | Asuncion    | |             |                          | [ 6 ]  |
| Felix Perez Cardozo Asuncion |      | Asuncion    | |             |                          | [ 7 ]  |
| Colonias Gold                |      | Asuncion    | |             |                          | [ 8 ]  |
| Deportivo San Jose Asuncion  |      | Asuncion    | 2021, 2022                                                                                                   |             |                          | [ 9 ]  |